# Майкаин
Майкаин (каз. Майқайың) — посёлок в Баянаульском районе Павлодарской области Казахстана. Административный центр Майкаинской поселковой администрации. Код КАТО — 553655100.
Расположен на северной окраине Казахского мелкосопочника, в 145 км к юго-западу от Павлодара.

## История
Майкаин возник в 1932 году в связи с разведкой и эксплуатацией золотосодержащих и полиметаллических месторождений.
Функционирует рудник, затопленный в 90-х, но затем, через семь лет запущенный в работу вновь. На 280-метровой глубине добывается 300 тысяч тонн руды в год, что обеспечивает сырьём горно-обогатительный комбинат.
В 2004 году из полученного на комбинате концентрата было выплавлено 300 килограммов золота, пять тонн серебра и 500 тонн цинка.
Старательский посёлок Майкаин построен в 1911—1912 гг. английским концессионером Лесли Урквартом. Здесь действовали сернокислотный заводик и полигон по ручному дроблению руды и породы, свозимых с приисков, принадлежавших семье купцов-промышленников Поповых, которые осваивали рудно-литейную территорию Баянаульского и Каркаралинского округов с 1822 года, а в 1849 году основали медеплавильное производство в посёлке Шоптыколь недалеко от майкаинских разработок. В конце XIX века поповский завод захирел и был перекуплен сначала павлодарским миллионером А. Деровым, а потом фирмой «Siemens» и после неё Лесли Урквартом. До 1922 года активность замерла, а потом Майкаин ожил после работ геологической экспедиции под руководством Н. Кассина, ведшей разведку до начала 1930-х годов. Подготовка к открытию комбината велась под эгидой НКВД, после сего в 1932 году предприятие открылось в составе треста «Союззолото».

## Население
| 1939  | 1959  | 1970  | 1979  | 1989    | 1999  | 2009  |
| ----- | ----- | ----- | ----- | ------- | ----- | ----- |
| 5274  | ↗8568 | ↗9671 | ↘9502 | ↗10 056 | ↘8761 | →8761 |
| 2021  |       |       |       |         |       |       |
| ↘7459 |       |       |       |         |       |       |

В 1999 году население посёлка составляло 9224 человека (4489 мужчин и 4735 женщин). По данным переписи 2009 года, в посёлке проживал 8761 человек (4353 мужчины и 4408 женщин).

## Известные люди
- Пахольчик, Елена Ивановна (род. 1964) — украинская яхтсменка, двукратная призёр Олимпийских игр.